# Carlo Vivarelli

Von Vivarelli gestaltetes Firmenlogo

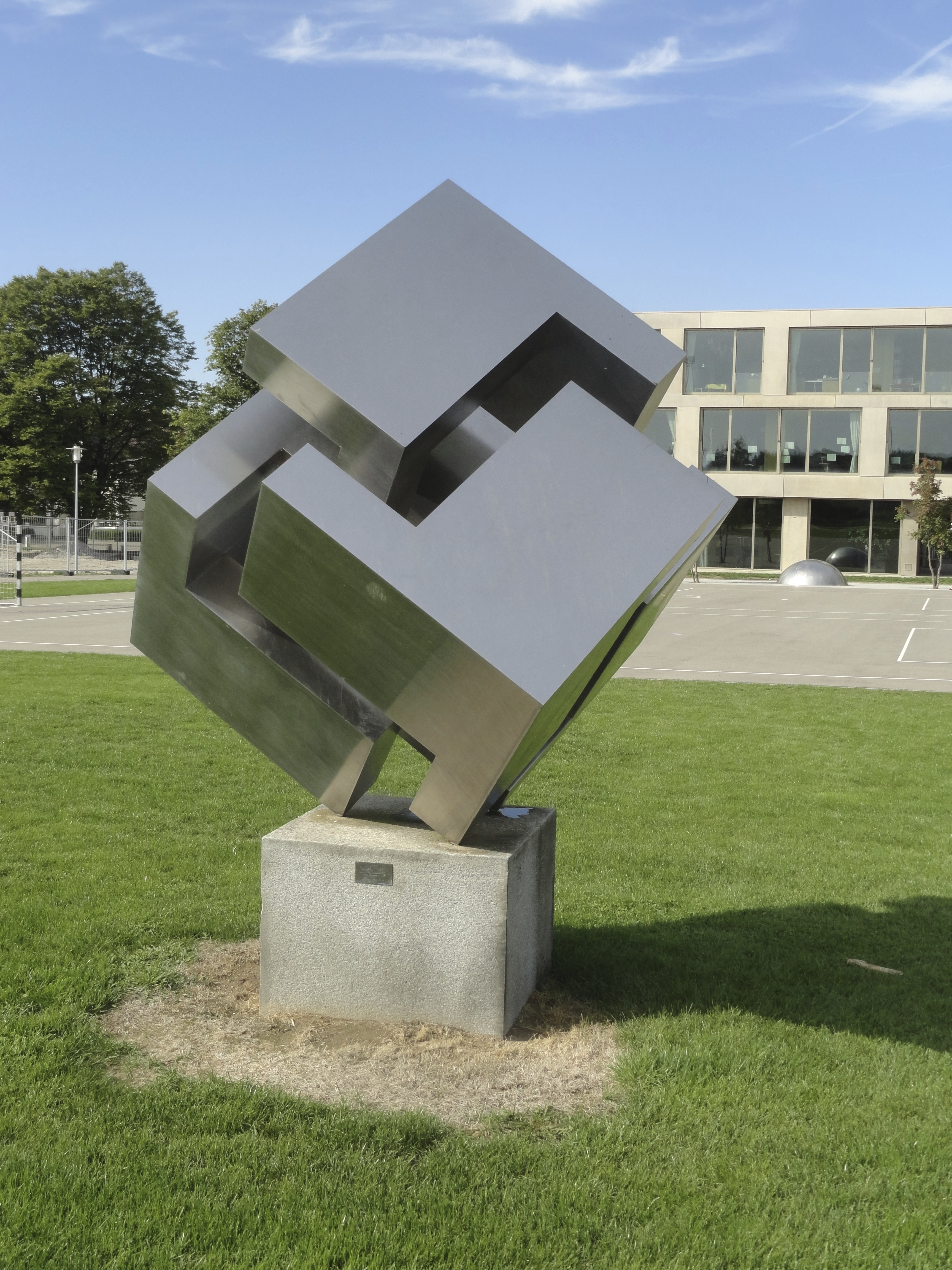
Vier konkave und vier konvexe Raumecken, Chromnickelstahl, 250 cm, Schulanlage Oescher, Zollikon

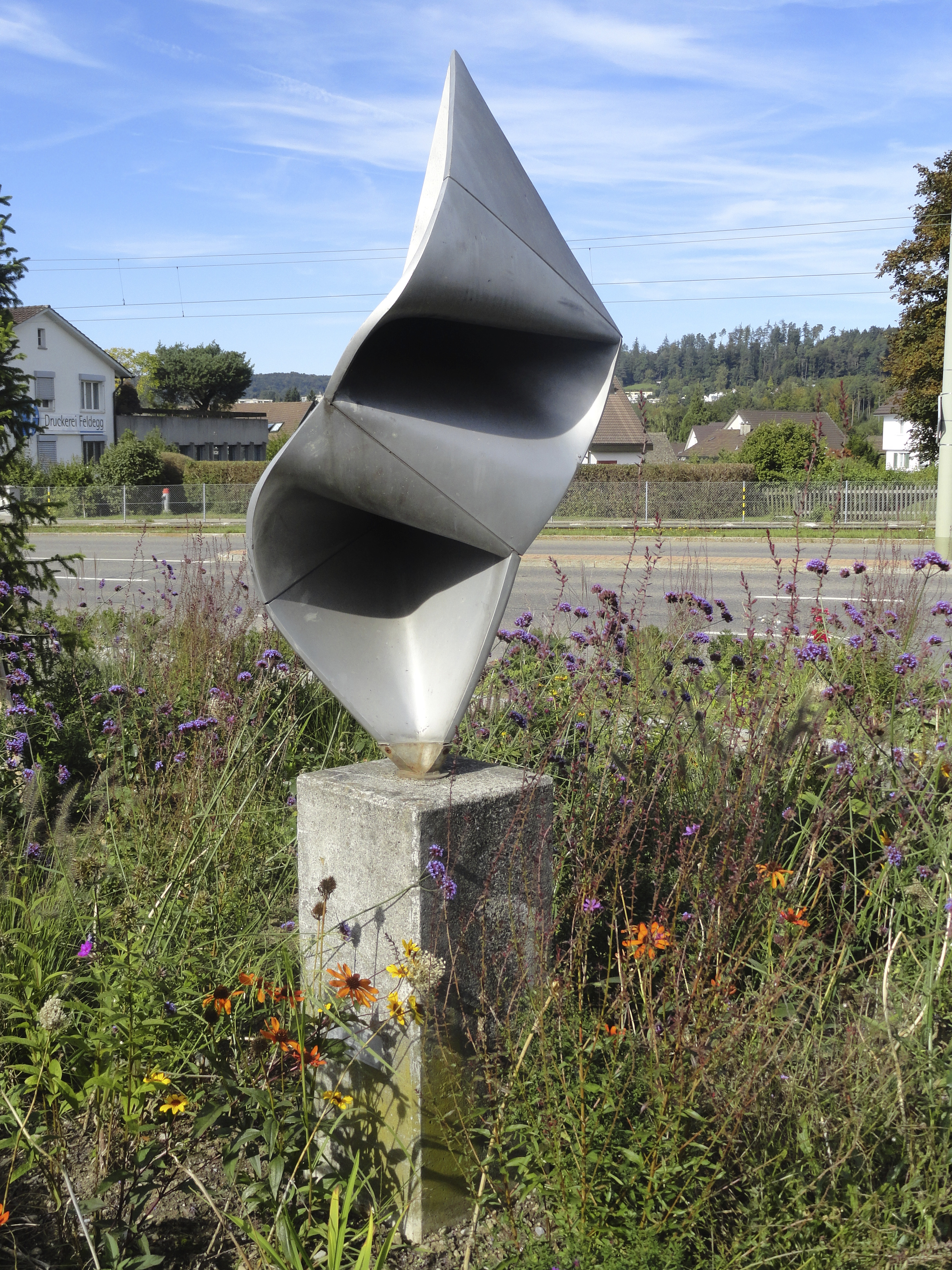
Sechs quadratische Flächen, Busstation Rosengarten, Zollikerberg

Carlo Vivarelli (* 8. Mai 1919 in Zürich; † 12. Juni 1986 ebenda) war ein Schweizer Bildhauer, Maler und Grafikdesigner.

## Leben und Werk
Vivarelli studierte von 1934 bis 1939 an der Zürcher Kunstgewerbeschule. 1946 wurde er künstlerischer Leiter des progressiven Studio Boggeri in Mailand. Vivarelli avancierte hier – und später wieder zurück in der Schweiz – zu einem der führenden Kräfte der Schweizer Moderne. 1950 entstanden erste Gemälde, 1958 war er zusammen mit Richard Paul Lohse, Josef Müller-Brockmann und Hans Neuburg Gründer und Herausgeber der internationalen Zeitschrift Neue Grafik. Das Kunstgewerbemuseum Zürich stellte im selben Jahr unter dem Titel Konstruktive Grafik Arbeiten der Drei aus. 1960 entstand die erste Plastik, 6 quadratische Flächen.
1961 gewann Vivarelli den Wettbewerb um die Gestaltung des Firmenlogos von Electrolux. Später konzentrierte er sich auf Konkrete Malerei und Skulptur. 1977 war Vivarelli Mitglied der Kunstkommission für die neuen Universitätsbauten Zürich-Irchel, von 1978 bis 1986 war er im Vorstand der Zürcher Kunstgesellschaft tätig.
Carlo Vivarelli fand auf dem Friedhof Sihlfeld seine letzte Ruhestätte.

## Einzelausstellungen (Auswahl)
Zu den mit «K» gekennzeichneten Ausstellungen erschien ein Katalog.
- 1958: Konstruktive Grafik. Kunstgewerbemuseum Zürich, 8. März bis 6. April 1958. (Zusammen mit Richard P. Lohse und Hans Neuburg)K
- 1966: Bilder und Plastiken. Galerie 58, Rapperswil.K
- 1989: Museum Haus Konstruktiv, Zürich, 4. November 1988 bis 28. Februar 1989.
- 2012: märz galerie mannheim. 12. Februar bis 17. März 2012

## Werke im öffentlichen Raum (Auswahl)
Vivarelli erhielt zahlreiche Aufträge für Kunst am Bau, insbesondere von der Stadt Zürich.
- 1960–69: 6 quadratische Flächen. Standort: Zollikerberg, Bushaltestelle Rosengarten3- teiliger, extrovertierter Kubus 1967/1968, Universität Zürich

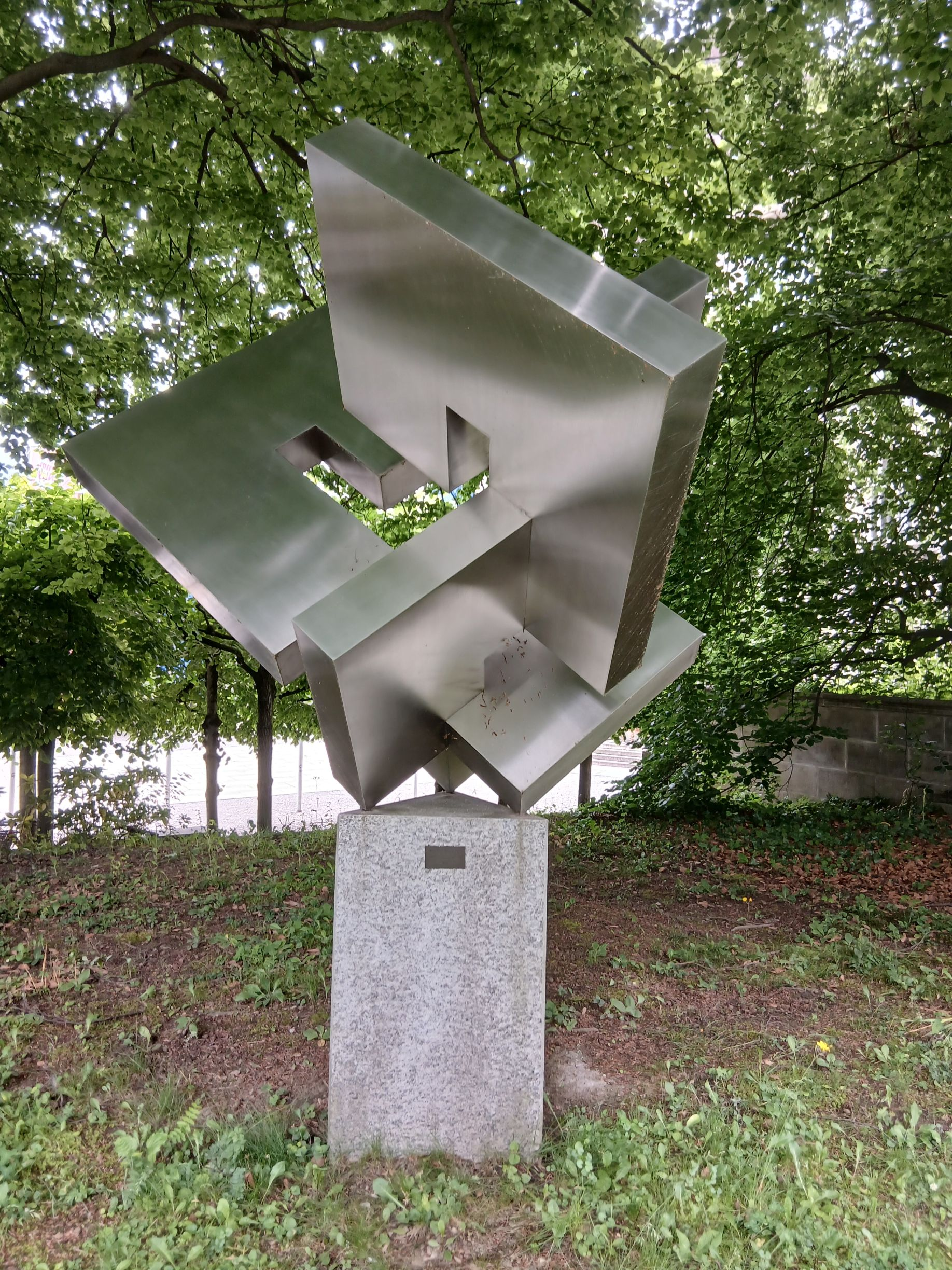
3- teiliger, extrovertierter Kubus 1967/1968, Universität Zürich

- 1963: Zentrifugal. Standort: Schulhaus Eugen-Huber-Strasse, Zürich. Beton, 225 cm hoch
- 1967/1969: 5-teilige Säule aus 10 identischen Gruppen. Standort: Mensa der Universität Zürich. Beton, 970 cm hoch
- 1967/1987: 3-teiliger Kubus aus 15 Einheiten, extravertiert. Standort: Terrasse der Universität Zürich-City. Chromnickelstahl, 220 cm hoch
- 1971/1972: 4 konkave und 4 konvexe Raumecken. Standort: Turn- und Sportanlage Buechholz, Zollikon. Chromnickelstahl, 250 hoch
- 1975/1976: Integriertes Relief. Standort: Hauptwand Friedhofskapelle Witikon, Zürich. Holz, 600 cm hoch